# Philip Allen (Politiker)

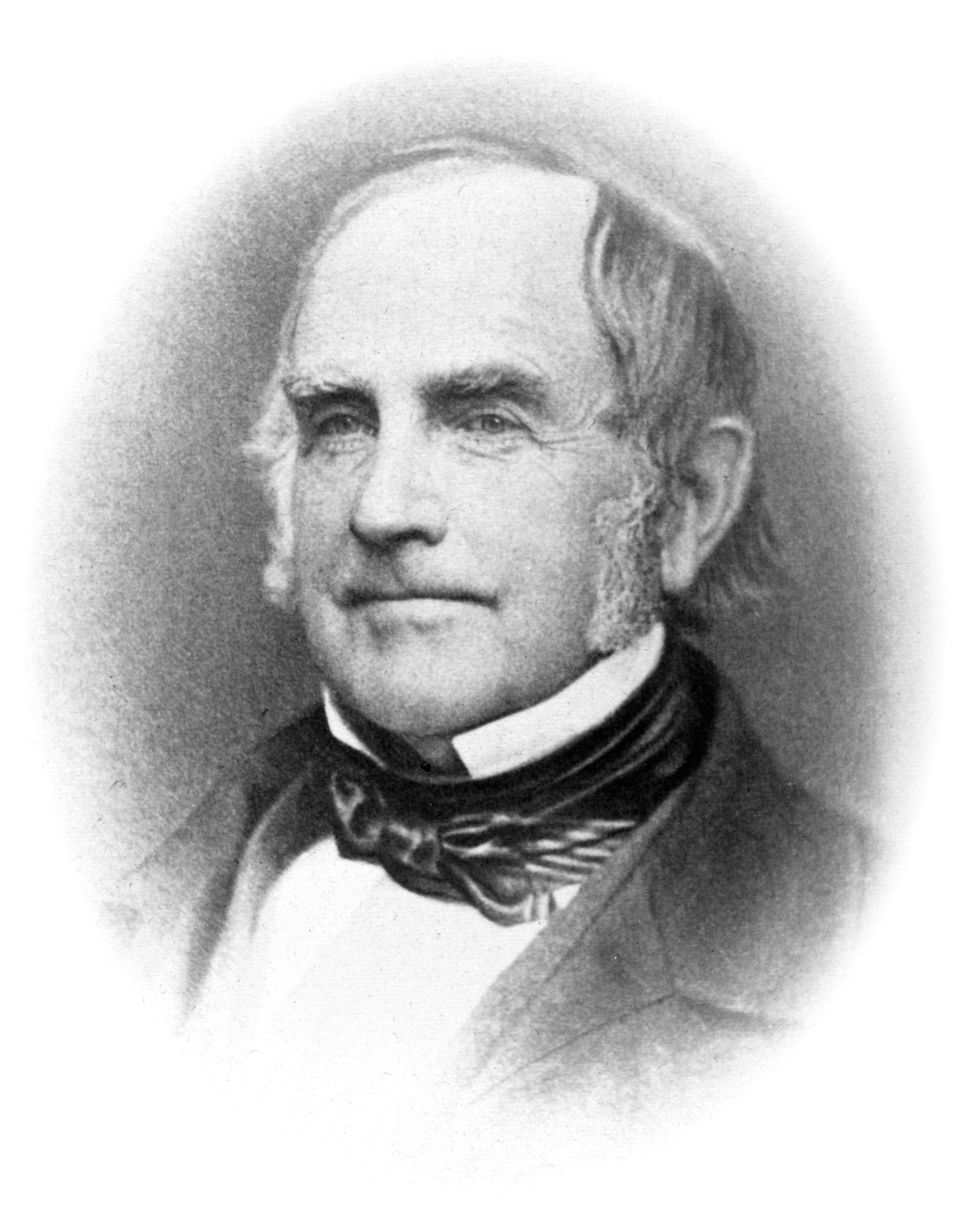
Philip Allen

Philip Allen (* 1. September 1785 in Providence, Rhode Island; † 16. Dezember 1865 ebenda) war ein US-amerikanischer Politiker und von 1851 bis 1853 Gouverneur des Bundesstaates Rhode Island. Zwischen 1853 und 1859 vertrat er seinen Staat im US-Senat.

## Frühe Jahre
Philip Allen genoss zunächst eine private Ausbildung und besuchte dann die Taunton Academy sowie die Robert Rogers School in Newport. Anschließend studierte er bis 1803 am Rhode Island College, der heutigen Brown University. Danach wurde er Kaufmann in der Firma seines Vaters, die unter anderem im Außenhandel tätig war. Als dieser während des Britisch-Amerikanischen Kriegs von 1812 durch militärische Maßnahmen zum Erliegen kam, verlegte sich Allen auf die Herstellung von Bekleidungsartikeln aus Baumwolle.

## Politischer Aufstieg
Zwischen 1819 und 1821 war Philip Allen Abgeordneter im Repräsentantenhaus von Rhode Island. Danach war er bei der Rentenkasse (Pension Agent) angestellt. Im Jahr 1827 wurde er Präsident der für Rhode Island zuständigen Filiale der United States Bank. Dazwischen war er immer noch mit der Kleiderherstellung beschäftigt. Außerdem wurde er in Providence im Kattundruck tätig. Politisch wurde er Mitglied der von Andrew Jackson gegründeten Demokratischen Partei, als deren Kandidat er im Jahr 1851 zum Gouverneur seines Staates gewählt wurde.

## Gouverneur und US-Senator
Allen trat sein Gouverneursamt am 6. Mai 1851 an. In den Jahren 1852 und 1853 wurde er jeweils wiedergewählt. In dieser Zeit wurde in Rhode Island die Todesstrafe abgeschafft. Hintergrund war die Vollstreckung eines Todesurteils an einem Unschuldigen. Nachdem er als Nachfolger von John Hopkins Clarke zum US-Senator gewählt worden war, trat er vom Amt des Gouverneurs zurück. In Washington vertrat er zwischen dem 20. Juli 1853 und dem 3. März 1859 die Interessen seines Staates. In dieser Zeit war er Vorsitzender des Landwirtschaftsausschusses. Nach Ablauf der Legislaturperiode verzichtete Allen auf eine erneute Kandidatur.

## Weiterer Lebenslauf
Nach dem Ende seiner Zeit in Washington zog sich Allen aus der Politik und dem Geschäftsleben in den Ruhestand zurück. Er starb im Dezember 1865. Mit seiner Frau Phoebe Aborn hatte er elf Kinder. Bemerkenswert ist noch, dass Philip Allen ein Onkel von Thomas Wilson Dorr war, der zwischen 1842 und 1843 einen Aufstand in Rhode Island anführte und wegen Hochverrats verurteilt, später aber begnadigt wurde.